# Augustyn Urban
Augustyn Bartłomiej Urban (ur. 23 sierpnia 1911 w Chróścicach k. Opola, zm. 30 stycznia 1989 w Ząbkowicach Śląskich) – polsko-niemiecki ksiądz pallotyn, krzewiciel Szensztackiego Ruchu Apostolskiego.
Ks. Augustyn Urban urodził się w 1911 w Chróścicach na Górnym Śląsku w diecezji wrocławskiej. Pallotyński nowicjat rozpoczął w 1932 w Olpe w Westfalii w niemieckiej Prowincji Świętej Trójcy. Święcenia kapłańskie przyjął 25 marca 1938 w Limburgu. 
Ostatni rok teologii odbywał w Ołtarzewie. Ks. Urban skierowany przez niemieckiego prowincjała pracował wśród Polaków na Śląsku Opolskim. Jego stałą siedzibą był dom w Kietrzu. Pracował jako proboszcz w Vojtyskowie i w Velkich Heralticach na terenie Czechosłowacji. Potem był wikariuszem, a następnie proboszczem w Branicach k. Głubczyc, proboszczem w Przedborowej i nauczycielem religii w Ząbkowicach Śląskich, gdzie pełnił również posługę prefekta i ojca duchownego nowicjuszy oraz rekolekcjonisty. 
W latach 1950-1952 został profesorem i ojcem duchownym w Niższym Seminarium Duchownym dla Spóźnionych Powołań w Chełmnie, a następnie magistrem nowicjatu w Ząbkowicach Śląskich. 
Od 1958 był rektorem domu rekolekcyjnego w Otwocku, potem w Ząbkowicach Śląskich. Przez następne 25 lat spowiadał i głosił kazania oraz rekolekcje w różnych pallotyńskich domach w całej Polsce.  
Założyciel Dzieła Szensztackiego, ks. Josef Kentenich, już w 1947 zaproponował ks. Augustynowi Urbanowi funkcję dyrektora Szensztackiego Ruchu Apostolskiego w Polsce, którą ten przyjął i pełnił za zgodą swych władz zakonnych do 1980. Jego działalność koncentrowała się na propagowaniu i rozwijaniu tegoż ruchu głównie wśród świeckich. Wkład ks. Urbana w jego rozwój był znaczny. Uważany jest za współinspiratora rozwoju Dzieła Szensztackiego w Polsce, obejmującego: Siostry Maryi, Panny Szensztackie, Ojców Szensztackich, Księży Diecezjalnych "Bracia Maryi", Dzieło Rodzin, Związek i Ligę Szensztacką.
Ks. Augustyn Urban jest też autorem ponad 60 pozycji książkowych, w tym biografii wielu polskich pallotynów, które są zachowane w formie maszynopisów.
Chorował na raka kości. Zmarł w wieku 78 lat w Ząbkowicach Śląskich. Spoczywa w kwaterze pallotyńskiej na tamtejszym cmentarzu.